# Curt Olsberg
Kurt Ingemar Olsberg, känd som Curt Olsberg, född 25 maj 1945 i Hovmantorp, är en före detta en svensk fotbollsspelare som startade sin fotbollskarriär i klubben Hovmantorp GoIF. Efter en sejour i Växjö BK värvades han 1967 av Malmö FF, där karriären satte fart. 1970 och 1971 blev det SM-guld och efter den andra mästartiteln fick Olsberg chansen i landslaget i en match borta mot Italien. Totalt blev det tre kamper med A-landslaget. 1974 gick Olsberg till Djurgårdens IF där han blev kvar till 1979. Efter ljumskproblem tvingades han trappa ner sin fotbollskarriär och avslutade med några år i lägre divisioner med Helenelunds IK.